# ليندا مايلز
ليندا مايلز (بالإنجليزية: Lynda Myles)‏ هي منتجة أفلام بريطانية، ولدت في 2 مايو 1947.

## وصلات خارجية
- ليندا مايلز على موقع IMDb (الإنجليزية)
- ليندا مايلز على موقع كينوبويسك (الروسية)